# Daniel Burman
Daniel Burman (né le 29 août 1973 à Buenos Aires) est un réalisateur et producteur de cinéma argentin.

## Biographie
Né dans une famille juive du quartier d'Once, à Buenos Aires, Daniel Burman a situé ses films les plus significatifs au cœur de ce microcosme commerçant et multicuturel. Le réalisateur commence sa carrière avec le court métrage ¿ En qué estación estamos ? (1993) qui obtient le Prix spécial de l'UNESCO. En 1995, Niños envueltos, essai de fin d'études, est inclus dans un ensemble d'œuvres réunies sous le titre Historias breves, aux côtés de Lucrecia Martel et de Israel Adrián Caetano.
Après avoir créé BD Cine, sa propre maison de production, Burman réalise son premier long métrage, Un crisantemo estalla en cinco esquintas (1998). Sa filmographie oscille entre comédie de mœurs et drame psychologique, souvent teinté d'une forte connotation autobiographique. On peut voir en Daniel Hendler, acteur principal d'une trilogie constituée de Esperando al mesías (2000), El abrazo partido (2003) et Derecho de familia (2006), une sorte d'alter ego, dont l'une des épreuves personnelles est centrée autour de la recherche identitaire[réf. nécessaire]. Cette inclination vers l'analyse introspective se prolonge avec El nido vacío (2008). Daniel Burman poursuit également un parcours de producteur assez multiforme : Carnets de voyage (Walter Salles, 2004) ou Mientras tanto (2006, Diego Lerman) ont bénéficié de son soutien.

## Filmographie

### Réalisateur
- 1995 : Historias breves 1 : Niños envueltos (court métrage)
- 1998 : Un crisantemo estalla en cinco esquinas
- 2000 : En attendant le Messie (Esperando al mesías)
- 2002 : Toutes les hôtesses de l'air vont au paradis (Todas las azafatas van al cielo)
- 2002 : Sept jours à El Once (Un cuento de Navidad) (documentaire)[1]
- 2004 : Le Fils d'Elias (El abrazo partido)
- 2006 : Les Lois de la famille (Derecho de familia)
- 2008 : Les enfants sont partis (El nido vacío)
- 2010 : Dos hermanos
- 2012 : La suerte en tus manos
- 2014 : Felicidad (El misterio de la felicidad)
- 2016 : El rey del Once
- 2017 : Supermax (mini-série télévisée)
- 2018 : Edha (série télévisée)
- 2019 : Pequeña Victoria (série télévisée)
- 2021 : Cecilia (série télévisée)
- 2022-2023: Yosi, l'espion repenti (Iosi, el espía arrepentido) (série télévisée)
- 2024 : Transmitzvah

### Producteur
- 1997 : Plaza de almas de Fernando Diaz
- 1999 : Garage Olimpo de Marco Bechis
- 2000 : En attendant le Messie (Esperando al mesías) de lui-même
- 2003 : Nadar solo d'Ezequiel Acuña
- 2004 : Carnets de voyage (Diarios de motocicleta) de Walter Salles
- 2005 : Un año sin amor d'Anahi Berneri
- 2005 : Como un avion estrellado d'Ezequiel Acuña
- 2006 : Mientras tanto de Diego Lerman
- 2007 : Encarnacion d'Anahi Berneri
- 2008 : Les enfants sont partis (El nido vacío) de lui-même
- 2008 : Motivos para no enamorarse de Mariano Mucci
- 2009 : Musica en espera de Hernan Goldfrid
- 2010 : Dos hermanos de lui-même
- 2010 : Por tu culpa d'Anahi Berneri
- 2010 : Norberto apenas tarde de Daniel Hendler
- 2012 : La suerte en tus manos de lui-même
- 2013 : Hipotesis (Tesis sobre un homicidio) de Hernan Goldfrid
- 2013 : L'arbitro de Paolo Zucca
- 2014 : Felicidad (El misterio de la felicidad) de lui-même
- 2014 : Betibu de Miguel Cohan
- 2015 : Truman de Cesc Gay
- 2016 : El rey del Once de lui-même
- 2018 : L'uomo che compro la luna de Paolo Zucca
- 2022 : Hunting Ava Bravo de Gary Auerbach
- 2022 : Las Bravas F.C. (série télévisée)
- 2023: Yosi, l'espion repenti (Iosi, el espía arrepentido) (série télévisée)